# Helluosoma
Helluosoma es un  género de coleópteros adéfagos de la familia Carabidae.

## Especies
Comprende las siguientes especies:
- Helluosoma atrum Castelnau, 1867
- Helluosoma bouchardi Baehr, 2005
- Helluosoma hangayi Baehr, 2005
- Helluosoma longicolle Macleay, 1888